# 1250
سنة 1250 كانت سنة بسيطة تبدأ يوم السبت (الرابط يظهر نموذج التقويم الكامل للسنة) من التقويم اليولياني.

## أحداث
- تأسيس مدينة بوبراد وتقع حاليا في سلوفاكيا.
- العرب والصينيون يستخدمون البارود الأسود.
- المماليك يأسرون لويس التاسع في معركة فارسكور

## مواليد
- ابن المطهر الحلي.
- بييترو دابانو.
- ثيودوريك من فرايبرغ.
- شمس الدين السمرقندي.
- مارغريت من بورغندي.

## وفيات
- فخر الدين يوسف بن شيخ الشيوخ
- فريدريك الثاني
- عبد الملك بن عبد السلام اللمغاني - عالِم وفقيه بغدادي.
- توران شاه.
- تيريزا من البرتغال.
- طوران شاه.
- الملك بن عبد السلام اللمغاني
- ليوناردو فيبوناتشي.